# Optomed
Optomed Oyj est une société de technologies médicale basée à Oulu en Finlande. 

## Présentation
Optomed  est une société finlandaise de technologie de la santé qui développe et commercialise des rétinographes portables qui peuvent être utilisés pour diagnostiquer et surveiller diverses maladies oculaires. 
Optomed possède également une entreprise de logiciels.  
La négociation des actions de la société a commencé  à la Bourse d'Helsinki le 5 décembre 2019. 

## Actionnaires
Au 29 février 2020, les 10 plus grands actionnaires d'Optomed sont:
| #  | Actionnaire                      | Actions   | %      |
| -- | -------------------------------- | --------- | ------ |
| 1  | Skandinaviska Enskilda Banken Ab | 4 136 243 | 29,54% |
| 2  | Nordea Bank Abp                  | 1 971 583 | 14,08% |
| 3  | Optomed Oyj                      | 811 000   | 5,79%  |
| 4  | Aura Capital Oy                  | 691 756   | 4,94%  |
| 5  | Kopsala Seppo Henrik             | 637 080   | 4,55%  |
| 6  | Mandatum Henkivakuutusosakeyhtiö | 635 000   | 4,53%  |
| 7  | Suomen Teollisuussijoitus Oy     | 601 080   | 4,29%  |
| 8  | Sr Nordea Nordic Small Cap       | 500 000   | 3,57%  |
| 9  | Keskinäinen Vakuutusyhtio Kaleva | 490 000   | 3,50%  |
| 10 | Sr Aktia Capital                 | 400 000   | 2,86%  |